# جوليانو روكو
جوليانو روكو (بالبرتغالية: Giuliano Rocco) هو سباح برازيلي، ولد في 18 أبريل 1993 في ساو باولو في البرازيل.